# فیجی ایرویز
فیجی ایرویز (به انگلیسی: Fiji Airways) یک شرکت هواپیمایی با کد یاتا FJ است که در تاریخ ۱۹۴۷ میلادی تأسیس شده و در تاریخ ۱۹۵۱ فعالیتش را آغاز کرده‌است. دفتر مرکزی فیجی ایرویز در نادی، فیجی واقع شده‌است و قطب این شرکت هواپیمایی در فرودگاه بین‌المللی نادی قرار دارد و به ۱۷ مقصد، پرواز مستقیم انجام می‌دهد.